# سيليا فيلالوبوس
سيليا فيلالوبوس (من مواليد 18 أبريل 1949) سياسية من حزب الشعب الإسباني.
ولدت في بينالمادينا مقاطعة مالقة، وكانت رئيسة بلدية مالقة من 1995 إلى 2000. تركت منصبها عندما انضمت إلى حكومة خوسيه ماريا أزنار كوزيرة للغذاء والصحة من 2000 إلى 2002. كان دورها في هذه الوزارة مثيرًا للجدل، بشكل رئيسي بسبب كلمة ألقتها أثناء القلق من مرض جنون البقر. خلال فترة ولايتها فوضت الحكومة جميع مسؤوليات الصحة العامة للمجتمعات المتمتعة بالحكم الذاتي. شغلت منصب نائب رئيس مجلس النواب بين عامي 2011 و2016.
هي واحدة من أكثر أعضاء حزبها ليبرالية. لقد صوتت لصالح زواج المثليين في عام 2005، والذي عاقبها حزب العمال اقتصاديًا بسببه، وغادرت الكونجرس الإسباني أثناء التصويت على حالات تمديد الإجهاض القانوني، والتي عارضها حزب الشعب.